# Тертерская ГЭС
Тертерская ГЭС (Сарсангская ГЭС, азерб. Sərsəng SES) — гидроэлектростанция, расположенная на реке Тертер, в Агдеринском районе Азербайджана. Введена в эксплуатацию в 1976 году.
Мощность ГЭС составляет 50 МВт (крупнейшая электростанция в Карабахе), она производит 90-140 млн кВт•ч электроэнергии, что составляет 40-60 % текущего спроса на электроэнергию в Карабахе. Станция оснащена двумя гидроагрегатами с радиально-осевыми гидротурбинами, мощностью по 25 МВт. Плотина грунтовая, высотой 125 м и длиной 555 м, образует Сарсангское водохранилище полным объёмом 560 млн м³, полезным объём 500 млн м³. Имеются водосбросные сооружения общей пропускной способностью 740 м³/с.